# K팝스타 4
《K팝스타 4》는 SBS TV에서 2014년 11월 23일부터 2015년 4월 12일까지 방영되었다.

## 방송 시간
| 방송 채널 | 방송 기간                          | 방송 시간                 | 방송 분량         |
| --------- | ---------------------------------- | ------------------------- | ----------------- |
| SBS       | 2014년 11월 23일 ~ 2015년 4월 12일 | 일요일 오후 4:50 ~ 6:10   | 1시간 40분 (본방) |
| SBS       | 2014년 11월 24일 ~ 2015년 4월 13일 | 일요일 오전 10:50 ~ 12:00 | 1시간 10분 (재방) |

## 심사위원
- 양현석 (YG 엔터테인먼트 대표, 프로듀서, 전 가수)
- 박진영 (JYP 엔터테인먼트 대표, 프로듀서, 가수, 작곡가)
- 유희열 (안테나 공동대표, 프로듀서, 가수, 작곡가, 그룹 토이 멤버)

## 진행자
- 전현무
- 유라

## 우승 혜택
- 우승 상금 3억원
- 현대자동차 아반떼
- 우승자 데뷔 음반 발매 기회 제공

## 순위
| 순위        | 이름                       | 예명           | 소속사                                 | 소속그룹                      |
| ----------- | -------------------------- | -------------- | -------------------------------------- | ----------------------------- |
| 1위         | 케이티 김                  | KATIE          | AXIS, 前YG                             |                               |
| 2위         | 정승환                     |                | 안테나                                 | 고막소년단                    |
| 3위         | 이진아                     |                | 안테나                                 | 前Snowdrop                    |
| 4위         | Lily Jin Morrow            | 릴리           | JYP                                    | NMIXX                         |
| Top6        | 박윤하                     |                | 젤리피쉬                               |                               |
| Top6        | 에스더 김                  | Manuka         | 조                                     |                               |
| Top8        | 그레이스 신                |                | 키엠                                   |                               |
| Top8        | 최주원 (스파클링걸스)      |                |                                        | 스파클링걸스                  |
| Top8        | 최진실 (스파클링걸스)      |                |                                        | 스파클링걸스                  |
| Top8        | 황윤주 (스파클링걸스)      |                |                                        | 스파클링걸스                  |
| Top8        | 에린 미란다 (스파클링걸스) |                |                                        | 스파클링걸스                  |
| Top10(9위)  | 장미지 (지존)              |                | 前글로벌H, 前오프로드                  | 前보라보라, 前지존            |
| Top10(9위)  | 존 추 (지존)               | 오버플로우     |                                        | 오버플로우 미니스트리, 前지존 |
| Top10(10위) | 서예안                     |                | 나인, 前JTM                            |                               |
| Top18(11위) | 박혜수                     |                | 스튜디오산타클로스                     |                               |
| Top18(11위) | 이봉연                     | 폴카이트       |                                        |                               |
| Top18(11위) | 홍찬미 (삼남매)            |                | 前빌리빈, 前크리노베이션링크, 前A-tone | DUSKY80, 前삼남매             |
| Top18(11위) | 김효람 (삼남매)            |                |                                        | 前삼남매                      |
| Top18(11위) | 신지민 (삼남매)            | zemean         | 포크라노스, 예나, 前일로, 前LM         | 前삼남매                      |
| Top18(14위) | 전소현                     | Wvve, 前atomik |                                        |                               |
| Top18(14위) | 지유민                     | 쿨키드, VOWIE  | 밀리언마켓                             |                               |
| Top18(14위) | 강푸름                     |                |                                        |                               |
| Top18(14위) | 웡 에이다                  | 에이다 웡      | 대한카라테연맹                         |                               |
| Top18(14위) | 나수현                     |                |                                        |                               |

## 시청률
최저 시청률과 최고 시청률은 TNmS와 AGB닐슨에서 공개한 시청률입니다.
| 회차   | 방송일    | TNmS 시청률    | AGB 시청률     |
| 회차   | 방송일    | 대한민국(전국) | 대한민국(전국) |
| 2014년 | 2014년    | 2014년         | 2014년         |
| ------ | --------- | -------------- | -------------- |
| 1      | 11월 23일 | 10.6%          | 10.9%          |
| 2      | 11월 30일 | 11.7%          | 12.1%          |
| 3      | 12월 7일  | 10.5%          | 12.1%          |
| 4      | 12월 14일 | 11.1%          | 12.6%          |
| 5      | 12월 21일 | 10.2%          | 11.5%          |
| 6      | 12월 28일 | 10.7%          | 12.5%          |
| 2015년 |           |                |                |
| 7      | 1월 4일   | 11.9%          | 13.9%          |
| 8      | 1월 11일  | 10.0%          | 11.8%          |
| 9      | 1월 18일  | 10.7%          | 11.6%          |
| 10     | 1월 25일  | 10.7%          | 14.1%          |
| 11     | 2월 1일   | 10.0%          | 11.9%          |
| 12     | 2월 8일   | 10.2%          | 13.1%          |
| 13     | 2월 15일  | 10.4%          | 11.8%          |
| 14     | 2월 22일  | 10.8%          | 13.1%          |
| 15     | 3월 1일   | 10.3%          | 12.1%          |
| 16     | 3월 8일   | 10.4%          | 12.6%          |
| 17     | 3월 15일  | 10.6%          | 11.8%          |
| 18     | 3월 22일  | 10.2%          | 11.5%          |
| 19     | 3월 29일  | 9.8%           | 11.3%          |
| 20     | 4월 5일   | 9.2%           | 11.0%          |
| 21     | 4월 12일  | 10.2%          | 11.4%          |

## 오디션 및 결과
- 방송 방영을 기준으로 작성이 되었다. 실제 오디션을 했지만 미방송 내용은 미정리.
- 오디션 분이 나오지 않더라도 TV에 존재 가능성이 확인이 되면 포함시켰다.

### 본선 1라운드 오디션
- 본선 1라운드 오디션은 세 심사위원중 2명 이상이 합격 버튼을 눌러야 진출이 가능하다.
- 합격시 'O'표시, 불합격시 'X'표시를 했으며, 합/불을 알 수 없는 경우에는 '?'표시를 했다.
- 결과의 경우 '진출', '탈락'으로 표시를 했으며, 알 수 없는 경우에는 '?'표시, 다른 회에서 진출을 했다고 알 수 있는 경우에도 '진출'으로 표시를 했다.
- 각 심사위원은 본선 1라운드 녹화 도중 단 1번 씩만 심사위원 재량으로 해당 팀을 다음 라운드로 진출시키는 와일드 카드를 사용할 수 있다.

| 회수             | 순서           | 이름/ 팀명      | 공연내용                                 | 합격/불합격 | 합격/불합격 | 합격/불합격 | 결과 | 특이사항                                        |
| 회수             | 순서           | 이름/ 팀명      | 공연내용                                 | JYP         | YG          | A           | 결과 | 특이사항                                        |
| ---------------- | -------------- | --------------- | ---------------------------------------- | ----------- | ----------- | ----------- | ---- | ----------------------------------------------- |
| 1회 141123       | 1              | 홍찬미(22)      | 다니엘 파우터 - FreeLoop                 | ×           | ×           | 와일드카드  | 합격 | 칠남매 중 여섯째                                |
| 1회 141123       | 2              | 권혜인(15)      | 알리샤 키스 - Girl on fire               | ×           | 와일드카드  | ×           | 합격 | 아폴로 시어터 아마추어 나이트 우승자 (13.11.27) |
| 1회 141123       | 3              | 조승훈(21)      | 자작곡 - 적어도                          | x           | x           | x           | 탈락 | 좋아하는 가수: 유희열                           |
| 1회 141123       | 4              | 박윤하(16)      | 애즈원 - 원하고 원망하죠                 | o           | o           | o           | 진출 | 오디션 첫 도전,중3                              |
| 1회 141123       | 5              | 나하은(6)       | 겨울왕국 ost - 같이 눈사람 만들래        | o           | o           | o           | 진출 | 역대 최연소 참가자(6세)                         |
| 1회 141123       | 6              | 정승환(19)      | 김범수 - 지나간다                        | o           | o           | o           | 진출 | 무표정 고3                                      |
| 1회 141123       | 7              | 남소현(18)      | 아이유 - 나만 몰랐던 이야기              | o           | o           | ×           | 진출 | 시즌3 TOP 10 남영주 친동생                      |
| 1회 141123       | 8              | 그레이스 신(27) | 알리샤 키스 - Fallin                     | o           | o           | o           | 진출 | 시즌1 뉴욕예선통과자                            |
| 1회 141123       | 9              | 이진아(24)      | 자작곡 - 시간아 천천히                   | o           | o           | o           | 진출 | 인디 활동 싱어송라이터                          |
| 2회 141130       | 1              | 박혜수(21)      | 리오나 루이스 - Better In Time           | o           | o           | x           | 진출 | 고대 국어국문학과                               |
| 2회 141130       | 2              | 릴리 M.(13)     | 알리샤 키스 - If I Ain't Got You         | o           | o           | o           | 진출 | 호주에서 아역배우 활동                          |
| 2회 141130       | 3              | 에스더 김(16)   | 아리아나 그란데 - Almost Is Never Enough | o           | o           | o           | 진출 | 미국 캘리포니아                                 |
| 2회 141130       | 4              | 구기훈(19)      | 윤종신(Feat. 정인) - 오르막길            | o           | o           | o           | 진출 | 고3, 부모님 몰래 출전                           |
| 2회 141130       | 5              | 이세림(14)      | 윤하 - 기다리다                          | o           | x           | o           | 진출 | 싱가포르                                        |
| 2회 141130       | 6              | 한세주(19)      | 샘 스미스 - Stay With Me                 | x           | ?           | x           | 탈락 | 뉴질랜드                                        |
| 2회 141130       | 7              | 서예안(18)      | 아리아나 그란데 - Problem                | o           | o           | o           | 진출 | 특이한 안무                                     |
| 2회 141130       | 8              | 전소현(21)      | 심규선 - 부디                            | o           | o           | o           | 진출 | 가이드보컬 활동                                 |
| 2회 141130       | 9              | 우녕인(18)      | 밥 딜런 - Make You Feel My Love          | o           | o           | o           | 진출 | 고교자퇴 고시원생활                             |
| 2회 141130       | 10             | 이설아(21)      | 자작곡 - 엄마로 산다는 것은              | o           | o           | o           | 진출 | 제24회 유재하 음악경연대회 금상 (2013년)        |
| 3회 141207       | 1              | 퍼스티나 류(11) | 사라 바렐리스 - Brave                    | o           | x           | o           | 진출 | 미국 8남매 여섯째                               |
| 3회 141207       | 2              | 나수현(15)      | 시아 - chandelier                        | x           | o           | o           | 진출 | 호주 Voice Kids 우승                            |
| 3회 141207       | 3              | 토니 음(20)     | 원 디렉션 - Story Of My Life             | o           | o           | o           | 진출 | 홍콩 시즌3 1라운드 합격                         |
| 3회 141207       | 4              | 이희주(23)      | 아델 - My Same                           | x           | o           | o           | 진출 | 실용음악과 보컬전공                             |
| 3회 141207       | 5              | 김동우(32)      | 유재하 - 가리워진 길                     | x           | x           | 와일드카드  | 합격 | 시즌4 최고령(32세) 프로그래머                   |
| 3회 141207       | 6              | 에이다 웡(14)   | 브루노 마스 - When I Was Your Man        | o           | o           | o           | 진출 | 뉴질랜드 유소년 가라테 국가대표                 |
| 성탄 특집 141225 | 히든 스테 이지 | 지유민(19)      | 자작랩 - 갑(甲)                          | o           | o           | o           | 진출 | 래퍼, 가야금                                    |
| 성탄 특집 141225 | 히든 스테 이지 | 기다온(13)      | 윤하 - 기다리다                          | o           | o           | o           | 진출 | 경기 고양                                       |
| 성탄 특집 141225 | 히든 스테 이지 | 안수영(13)      | 태양 - 눈코입(배경음악)                  | o           | o           | o           | 진출 | 춤 신동                                         |
| 성탄 특집 141225 | 히든 스테 이지 | 지수연(23)      | 휘트니 휴스턴 - I have nothing           | o           | x           | o           | 진출 | 호주 시드니                                     |

### 본선 2라운드 랭킹 오디션
- 조별로 경연하여 순위가 매겨지며, 심사위원들의 결정에 따라 전원 혹은 일부가 다음 라운드 진출권을 얻게된다.
- 방송에 처음 출연한 참가자는 이름을 녹색으로 표시함

| 회수       | 그룹        | 순서 | 이름/팀명       | 공연내용                                     | 결과 | 순위    | 특이사항                           |
| ---------- | ----------- | ---- | --------------- | -------------------------------------------- | ---- | ------- | ---------------------------------- |
| 3회 141207 | 감성보컬조  | 1    | 박혜수(21)      | 린 - 통화연결음                              | 진출 | 4위     |                                    |
| 3회 141207 | 감성보컬조  | 2    | 정승환(19)      | 김조한 - 사랑에 빠지고 싶다                  | 진출 | 3위     | 주요 음원차트 1위                  |
| 3회 141207 | 감성보컬조  | 3    | 박윤하(16)      | 나미 - 슬픈 인연                             | 진출 | 공동1위 |                                    |
| 4회 141214 | 감성보컬조  | 4    | 황윤주(20)      | 소울사이어티 - U Just                        | 진출 | 6위     | 인천                               |
| 4회 141214 | 감성보컬조  | 5    | 남소현(18)      | 픽시 로트 - Cry me out                       | 진출 | 5위     |                                    |
| 4회 141214 | 감성보컬조  | 6    | 케이티 김(22)   | 로리리버맨 - Killing Me Softly With His Song | 진출 | 공동1위 | 미 뉴저지, 버클리음대 출신         |
| 4회 141214 | 감성보컬조  | 7    | 에린 미란다(16) | 크리스티나 아길레라 - Beautiful              | 진출 | 7위     | 호주, 2014 Australia X-Factor 참가 |
| 4회 141214 | 키보드조    | 1    | 존 추(21)       | 김현철 - 동네                                | 진출 | 5위     |                                    |
| 4회 141214 | 키보드조    | 2    | 그레이스 신(27) | 아델 - Someone like you                      | 진출 | 3위     |                                    |
| 4회 141214 | 키보드조    | 3    | 김동우(32)      | 자작곡 - 쉬는 법을 잊었네                    | 진출 | 4위     |                                    |
| 4회 141214 | 키보드조    | 4    | 이진아(24)      | 자작곡 - 마음대로                            | 진출 | 1위     |                                    |
| 5회 141221 | 키보드조    | 5    | 이봉연(25)      | 유영진 - 그대의 향기                         | 진출 | 2위     | 보육원 출신                        |
| 5회 141221 | 키보드조    | 6    | 홍찬미(22)      | 자작곡 - 나쁜 아이                           | 진출 | 7위     | 양현석 추천 진출                   |
| 5회 141221 | 키보드조    | 7    | 이설아(21)      | 자작곡 - 넌 새로워                           | 진출 | 6위     | 유희열 추천 진출                   |
| 5회 141221 | 감성보컬2조 | 1    | 전소현(21)      | 사라 바렐리스 - Gravity                      | 진출 | 1위     | 박성신 제자                        |
| 5회 141221 | 감성보컬2조 | 2    | 에이다 웡(14)   | 크리스티나 페리 - A Thousand Years           | 진출 | 2위     |                                    |
| 5회 141221 | 음색보컬조  | 1    | 이희주(23)      | 조현아 - 없어                                | 탈락 | 7위     |                                    |
| 5회 141221 | 음색보컬조  | 2    | 강푸름(16)      | 어반자카파 - 봄을 그리다                     | 진출 | 2위     | 충남 보령                          |
| 5회 141221 | 음색보컬조  | 3    | 에스더 김(16)   | 샘 스미스 - I'm Not The Only One             | 진출 | 1위     | 여자 버나드 박                     |
| 6회 141228 | 음색보컬조  | 4    | 이정욱(21)      | 김태우 - 하고 싶은 말                        | 탈락 | 6위     | 대구                               |
| 6회 141228 | 음색보컬조  | 5    | 추지윤(18)      | 토이 - 여전히 아름다운지                     | 탈락 | 5위     | 경남 진주                          |
| 6회 141228 | 음색보컬조  | 6    | 우녕인(18)      | 노영채 - 내가 더 사랑하니까                  | 진출 | 4위     |                                    |
| 6회 141228 | 음색보컬조  | 7    | 서예안(18)      | 크러쉬 - Hug Me                              | 진출 | 3위     |                                    |
| 6회 141228 | 가능성1/2조 | 1-1  | 퍼스티나 류(11) | 마이클 부블레 - Dream a little dream of me   | 진출 | 5위     |                                    |
| 6회 141228 | 가능성1/2조 | 1-2  | 기다온(13)      | 태연 - 만약에                                | 진출 | 4위     |                                    |
| 6회 141228 | 가능성1/2조 | 1-3  | 릴리 M.(13)     | 데미 로바토 - Skyscaper                      | 진출 | 1위     |                                    |
| 6회 141228 | 가능성1/2조 | 1-4  | 강서진(15)      | 윤하 - 기다리다                              | 진출 | 2위     | SM 연습생 출신                     |
| 6회 141228 | 가능성1/2조 | 1-5  | 나수현(15)      | 이기찬 - 또한번 사랑은 가고                  | 진출 | 3위     |                                    |
| 6회 141228 | 가능성1/2조 | 1-6  | 안수영(13)      | 보아 - Shine We Are                          | 탈락 | 7위     | 춤<아샨티 - No Where>              |
| 6회 141228 | 가능성1/2조 | 1-7  | 김찬미(15)      | 임세준 - 오늘은 가지마                       | 탈락 | 6위     |                                    |
| 6회 141228 | 가능성1/2조 | 2-1  | 나하은(6)       | 소녀시대 - 소녀시대                          | 탈락 | ?       | 춤<씨스타 - Touch My Body>         |

### 본선 3라운드 팀미션 서바이벌
- 본선 3라운드 팀미션은 2~3명이 팀을 구성하여 팀간 1대1 대결을 통해 승자를 결정한다.
- 대결상대는 추첨을 통해 선정하며, 승리 팀은 전원 합격, 패배 팀은 심사위원 재량으로 탈락자가 결정된다.(최소 1명은 탈락하며, 전원 탈락할 수도 있다.)
- 결과의 경우 '승', '패'으로 표시했으며, 탈락자는 빨간 바탕으로 표시했다.
- 방송에 처음 출연한 참가자는 이름을 녹색으로 표시함

| 회수       | 순서 | 팀명            | 이름        | 공연내용                       | 결과   | 진출자                | 특이사항                             |
| ---------- | ---- | --------------- | ----------- | ------------------------------ | ------ | --------------------- | ------------------------------------ |
| 7회 150104 | 1-1  | 감자 (감성자매) | 전소현      | 버디 - Skinny Love             | 패     | 전소현 에이다 웡      | 안테나 뮤직 와일드카드로 진출        |
| 7회 150104 | 1-1  | 감자 (감성자매) | 에이다 웡   | 버디 - Skinny Love             | 패     | 전소현 에이다 웡      | 안테나 뮤직 와일드카드로 진출        |
| 7회 150104 | 1-2  | 앙상블          | 서예안      | 씨스타 - I Swear               | 승     | 전원                  |                                      |
| 7회 150104 | 1-2  | 앙상블          | 이세림      | 씨스타 - I Swear               | 승     | 전원                  |                                      |
| 7회 150104 | 2-1  | Puppies         | 릴리 M.     | 테일러 스위프트 - Shake It Off | 패     | 릴리 M. 강푸름 나수현 | JYP 와일드카드로 진출                |
| 7회 150104 | 2-1  | Puppies         | 강푸름      | 테일러 스위프트 - Shake It Off | 패     | 릴리 M. 강푸름 나수현 | JYP 와일드카드로 진출                |
| 7회 150104 | 2-1  | Puppies         | 나수현      | 테일러 스위프트 - Shake It Off | 패     | 릴리 M. 강푸름 나수현 | JYP 와일드카드로 진출                |
| 7회 150104 | 2-2  | 핫초코          | 박윤하      | 변진섭 - 그대 내게 다시        | 승     | 전원                  |                                      |
| 7회 150104 | 2-2  | 핫초코          | 기다온      | 변진섭 - 그대 내게 다시        | 승     | 전원                  |                                      |
| 7회 150104 | 3-1  | 트리플A         | 케이티 김   | 마이클 잭슨 - Beat It          | 승     | 전원                  |                                      |
| 7회 150104 | 3-1  | 트리플A         | 에스더 김   | 마이클 잭슨 - Beat It          | 승     | 전원                  |                                      |
| 7회 150104 | 3-1  | 트리플A         | 지수연      | 마이클 잭슨 - Beat It          | 승     | 전원                  |                                      |
| 7회 150104 | 3-2  | 블랙홀          | 이진아      | 지드래곤 - Black               | 패     | 이진아 우녕인         |                                      |
| 7회 150104 | 3-2  | 블랙홀          | 토니 음     | 지드래곤 - Black               | 패     | 이진아 우녕인         |                                      |
| 7회 150104 | 3-2  | 블랙홀          | 우녕인      | 지드래곤 - Black               | 패     | 이진아 우녕인         |                                      |
| 8회 150111 | 4-1  | 봉그레          | 그레이스 신 | 2PM - Again Again              | 승     | 전원                  |                                      |
| 8회 150111 | 4-1  | 봉그레          | 이봉연      | 2PM - Again Again              | 승     | 전원                  |                                      |
| 8회 150111 | 4-2  | 엄마와 고등어   | 이설아      | 신해철 - 민물장어의 꿈         | 패     | 이설아                |                                      |
| 8회 150111 | 4-2  | 엄마와 고등어   | 현서영(13)  | 신해철 - 민물장어의 꿈         | 패     | 이설아                |                                      |
| 8회 150111 | 5-1  | 마시멜로        | 남소현      | 윤하 - 내마음이 뭐가 돼        | 승     | 전원                  |                                      |
| 8회 150111 | 5-1  | 마시멜로        | 박혜수      | 윤하 - 내마음이 뭐가 돼        | 승     | 전원                  |                                      |
| 8회 150111 | 5-2  | 올드보이        | 정승환      | 앤 - 아프고 아픈이름           | 패     | 정승환                |                                      |
| 8회 150111 | 5-2  | 올드보이        | 김동우      | 앤 - 아프고 아픈이름           | 패     | 정승환                |                                      |
| 8회 150111 | 6-1  | 지존            | 장미지(21)  | 조규찬 - Baby Baby             | 무승부 | 전원                  | 기타 전공                            |
| 8회 150111 | 6-1  | 지존            | 존 추       | 조규찬 - Baby Baby             | 무승부 | 전원                  |                                      |
| 8회 150111 | 6-2  | 스파클링 걸스   | 최주원(18)  | 비욘세 - Crazy In Love         | 무승부 | 전원                  | 팀 선택 받지 못한 사람들끼리 팀 구성 |
| 8회 150111 | 6-2  | 스파클링 걸스   | 최진실(21)  | 비욘세 - Crazy In Love         | 무승부 | 전원                  | 팀 선택 받지 못한 사람들끼리 팀 구성 |
| 8회 150111 | 6-2  | 스파클링 걸스   | 황윤주      | 비욘세 - Crazy In Love         | 무승부 | 전원                  | 팀 선택 받지 못한 사람들끼리 팀 구성 |
| 8회 150111 | 6-2  | 스파클링 걸스   | 에린 미란다 | 비욘세 - Crazy In Love         | 무승부 | 전원                  | 팀 선택 받지 못한 사람들끼리 팀 구성 |

### 본선 4라운드 캐스팅 오디션
- 기존의 캐스팅 오디션 파이널과 비슷하게 참가자의 경연이 끝난 후 세 심사위원 각각 6장[6] 씩 가지고 있는 캐스팅 카드를 이용하여 참가자들을 합격시킨다. 이 때 캐스팅을 받지 못한 참가자는 탈락하며, 캐스팅을 받으면 해당 심사위원의 소속사에서 트레이닝을 받는다.
- 이번 시즌의 캐스팅 오디션은 단 한번 뿐이다. 즉, 심사위원들은 이번에 참가자들을 캐스팅하지 않으면 해당 참가자 캐스팅이 불가능하다.
- 심사위원이 자신의 캐스팅 순서가 아닐 때에도 심사위원에게 단 1장씩만 주어지는 우선권을 이용해서 다른 심사위원이 캐스팅한 참가자를 우선적으로 캐스팅 할 수 있다.[7]
- 솔로로 참가한 경우 팀명에 솔로, 팀명이 언급되지 않은 경우 팀명에 -으로 표시한다.
- 방송에 처음 출연한 참가자는 이름을 녹색으로 표시함

| 회수        | 순서 | 팀명          | 이름        | 공연내용                             | 캐스팅      | 특이사항                              |
| ----------- | ---- | ------------- | ----------- | ------------------------------------ | ----------- | ------------------------------------- |
| 9회 150118  | 1    | 봉 잡았수     | 이봉연      | 이문세 - 빗속에서                    | JYP         |                                       |
| 9회 150118  | 1    | 봉 잡았수     | 박혜수      | 이문세 - 빗속에서                    | 안테나 뮤직 | 탈락후 패자부활                       |
| 9회 150118  | 2    | 흥신소        | 지유민      | 씨스타 - Give it to me               | JYP         |                                       |
| 9회 150118  | 2    | 흥신소        | 서예안      | 씨스타 - Give it to me               | YG          |                                       |
| 9회 150118  | 3    | 솔로          | 남소현      | 별 - 12월 32일                       | 탈락        |                                       |
| 9회 150118  | 4    | Ausie Sisters | 릴리 M.     | 미스에이 - Bad Girl Good Girl        | JYP         |                                       |
| 9회 150118  | 4    | Ausie Sisters | 나수현      | 미스에이 - Bad Girl Good Girl        | YG          |                                       |
| 9회 150118  | 5    | 감성돔        | 정승환      | 이현우 - 슬픔 속에 그댈 지워야만 해  | YG          |                                       |
| 9회 150118  | 5    | 감성돔        | 박윤하      | 이현우 - 슬픔 속에 그댈 지워야만 해  | JYP         | 안테나 뮤직 캐스팅 -> JYP 우선권 사용 |
| 10회 150125 | 6    | 삼남매        | 홍찬미      | 케이티 턴스털 - Suddenly I See       | 안테나 뮤직 | 팀으로 캐스팅                         |
| 10회 150125 | 6    | 삼남매        | 신지민(20)  | 케이티 턴스털 - Suddenly I See       | 안테나 뮤직 | 팀으로 캐스팅                         |
| 10회 150125 | 6    | 삼남매        | 김효람(17)  | 케이티 턴스털 - Suddenly I See       | 안테나 뮤직 | 팀으로 캐스팅                         |
| 10회 150125 | 7    | 스파클링 걸스 | 최주원      | 시크릿 - 매직                        | JYP         | 팀으로 캐스팅                         |
| 10회 150125 | 7    | 스파클링 걸스 | 최진실      | 시크릿 - 매직                        | JYP         | 팀으로 캐스팅                         |
| 10회 150125 | 7    | 스파클링 걸스 | 황윤주      | 시크릿 - 매직                        | JYP         | 팀으로 캐스팅                         |
| 10회 150125 | 7    | 스파클링 걸스 | 에린 미란다 | 시크릿 - 매직                        | JYP         | 팀으로 캐스팅                         |
| 10회 150125 | 8    | 솔로          | 이설아      | 자작곡 - 말을 건다                   | 탈락        |                                       |
| 10회 150125 | 9    | 미스코리아    | 에스더 김   | 티(윤미래) - 잊었니                  | JYP         |                                       |
| 10회 150125 | 9    | 미스코리아    | 그레이스 신 | 티(윤미래) - 잊었니                  | 안테나 뮤직 |                                       |
| 10회 150125 | 9    | 미스코리아    | 케이티 김   | 티(윤미래) - 잊었니                  | YG          |                                       |
| 10회 150125 | 10   | 먹보          | 전소현      | 이소라 - 나를 사랑하지 않는 그대에게 | 안테나 뮤직 |                                       |
| 10회 150125 | 10   | 먹보          | 우녕인      | 이소라 - 나를 사랑하지 않는 그대에게 | 탈락        |                                       |
| 10회 150125 | 11   | 솔로          | 이진아      | 자작곡 - 두근두근 왈츠               | 안테나 뮤직 |                                       |
| 11회 150201 | 12   | 푸르다        | 에이다 웡   | 박정현 - 편지할께요                  | YG          |                                       |
| 11회 150201 | 12   | 푸르다        | 강푸름      | 박정현 - 편지할께요                  | YG          |                                       |
| 11회 150201 | 13   | 지존          | 장미지      | 김건모 - 넌 친구 난 연인             | 안테나 뮤직 | 팀으로 캐스팅                         |
| 11회 150201 | 13   | 지존          | 존 추       | 김건모 - 넌 친구 난 연인             | 안테나 뮤직 | 팀으로 캐스팅                         |

- 최종결과(캐스팅 순서로)

| 소속사                      | 참가자     | 참가자            | 참가자    |
| --------------------------- | ---------- | ----------------- | --------- |
| Antenna Music (안테나 뮤직) | 삼남매(팀) | 그레이스 신       | 전소현    |
| Antenna Music (안테나 뮤직) | 이진아     | 지존(팀)          | 박혜수    |
| JYP                         | 이봉연     | 지유민            | 릴리 M.   |
| JYP                         | 박윤하     | 스파클링 걸스(팀) | 에스더 김 |
| YG                          | 서예안     | 나수현            | 정승환    |
| YG                          | 케이티 김  | 강푸름            | 에이다 웡 |

### 기습배틀
- 3주동안 주어진 배틀 오디션 준비기간 중 중간 평가의 의미로 진행되었다.
- 우승한 기획사는 Top 10 선정시(배틀오디션) 열번째 참가자를 선발할 특권이 주어진다.

| 회수        | 순서 | 트레이닝    | 이름   | 공연내용                                    | 순위 | 특이사항                                           |
| ----------- | ---- | ----------- | ------ | ------------------------------------------- | ---- | -------------------------------------------------- |
| 11회 150201 | 1    | YG          | 정승환 | 김광석 - 너무 아픈 사랑은 사랑이 아니었음을 | 1위  | - 안테나 뮤직 주최 - 경연 순서는 가위바위보로 결정 |
| 11회 150201 | 2    | 안테나 뮤직 | 이진아 | 자작곡 - 편지                               | 2위  | - 안테나 뮤직 주최 - 경연 순서는 가위바위보로 결정 |
| 11회 150201 | 3    | JYP         | 박윤하 | 휘성 - 안되나요                             | 3위  | - 안테나 뮤직 주최 - 경연 순서는 가위바위보로 결정 |

### 본선 5라운드 배틀 오디션
- 회사별로 6명씩 캐스팅한 총 18팀을 회사가 정한 공연 순서에 의하여 1팀씩 출연 3팀이 Round별 대결한다.
- Round 대결 공연에 대하여 심사위원 협의하에 순위를 1위 ~ 3위까지 결정하고 1위는 Top10 진출, 2위는 보류하였다가 추후 재대결하여 결정, Top10에 진출하게 되며, 3위는 무조건 탈락한다.
- 2위팀 재대결을 통하여 3팀을 선발하고, 마지막 한 팀은 기습배틀에서 우승한 YG가 선발한다.
- 결과의 경우 1위 'Top10 진출', 2위 '재대결(보류)', 3위 '탈락'으로 표시했다.

| 회수        | 조             | 순서 | 트레이닝 | 이름/팀명     | 공연내용                         | 순위 | 결과       | 특이사항 |
| ----------- | -------------- | ---- | -------- | ------------- | -------------------------------- | ---- | ---------- | --- |
| 12회 150208 | 1              | 1    | 안테나   | 그레이스 신   | 박효신 - 동경                    | 2위  | 재대결     | |
| 12회 150208 | 1              | 2    | YG       | 서예안        | 김완선 - 삐에로는 우릴 보고 웃지 | 1위  | Top10 진출 | |
| 12회 150208 | 1              | 3    | JYP      | 지유민        | 자작곡 - 선전포고                | 3위  | 탈락       | |
| 12회 150208 | 2              | 1    | 안테나   | 전소현        | 이적 - 거짓말 거짓말 거짓말      | 3위  | 탈락       | |
| 12회 150208 | 2              | 2    | JYP      | 스파클링 걸스 | 브루노 마스 - Runaway Baby       | 1위  | Top10 진출 | |
| 12회 150208 | 2              | 3    | YG       | 정승환        | 이소라 - 제발                    | 2위  | 재대결     | |
| 13회 150215 | 3              | 1    | YG       | 강푸름        | 루나, 크리스탈 - 불러본다        | 3위  | 탈락       | - 1위 없음 |
| 13회 150215 | 3              | 2    | 안테나   | 삼남매        | 조용필 - Bounce                  | 2위  | 재대결     | - 1위 없음 |
| 13회 150215 | 3              | 3    | JYP      | 릴리 M.       | 켈리 클락슨 - Since U Been Gone  | 2위  | 재대결     | - 1위 없음 |
| 13회 150215 | 4              | 1    | YG       | 나수현        | 조용필 - 이젠 그랬으면 좋겠네    | 3위  | 탈락       | |
| 13회 150215 | 4              | 2    | JYP      | 박윤하        | 토이 - 여전히 아름다운지         | 1위  | Top10 진출 | |
| 13회 150215 | 4              | 3    | 안테나   | 지존          | 김현철 - 왜 그래                 | 2위  | 재대결     | |
| 13회 150215 | 5              | 1    | JYP      | 에스더 김     | 이소라 - 난 행복해               | 2위  | 재대결     | |
| 13회 150215 | 5              | 2    | 안테나   | 이진아        | 자작곡 - 냠냠냠                  | 1위  | Top10 진출 | |
| 14회 150222 | 5              | 3    | YG       | 에이다 웡     | 니요 - Because Of You            | 3위  | 탈락       | |
| 14회 150222 | 6              | 1    | JYP      | 이봉연        | 휘성 - With You                  | 2위  | 재대결     | - 전원 재대결 |
| 14회 150222 | 6              | 2    | 안테나   | 박혜수        | 나비 - I Love You                | 2위  | 재대결     | - 전원 재대결 |
| 14회 150222 | 6              | 3    | YG       | 케이티 김     | 자이언티 - 양화대교              | 2위  | 재대결     | - 전원 재대결 |
| 14회 150222 | 패 자 부 활 전 | 1    | 안테나   | 지존          | 유재하 - 지난날                  | N/A  | Top10 진출 | - 심사위원 전원일치 진출자 (릴리 M., 지존, 정승환, 에스더 김, 그레이스 신) - 양현석 진출권 사용 진출자 (케이티 김) |
| 14회 150222 | 패 자 부 활 전 | 2    | JYP      | 릴리 M.       | 케이티 페리 - Roar               | N/A  | Top10 진출 | - 심사위원 전원일치 진출자 (릴리 M., 지존, 정승환, 에스더 김, 그레이스 신) - 양현석 진출권 사용 진출자 (케이티 김) |
| 14회 150222 | 패 자 부 활 전 | 3    | 안테나   | 삼남매        | 2NE1 - 살아봤으면 해             | N/A  | 탈락       | - 심사위원 전원일치 진출자 (릴리 M., 지존, 정승환, 에스더 김, 그레이스 신) - 양현석 진출권 사용 진출자 (케이티 김) |
| 14회 150222 | 패 자 부 활 전 | 4    | 안테나   | 박혜수        | 라디 - Goodbye                   | N/A  | 탈락       | - 심사위원 전원일치 진출자 (릴리 M., 지존, 정승환, 에스더 김, 그레이스 신) - 양현석 진출권 사용 진출자 (케이티 김) |
| 14회 150222 | 패 자 부 활 전 | 5    | YG       | 케이티 김     | 켈리 클락슨 - Because Of You     | N/A  | Top10 진출 | - 심사위원 전원일치 진출자 (릴리 M., 지존, 정승환, 에스더 김, 그레이스 신) - 양현석 진출권 사용 진출자 (케이티 김) |
| 14회 150222 | 패 자 부 활 전 | 6    | YG       | 정승환        | 에코브릿지 - 첫째날              | N/A  | Top10 진출 | - 심사위원 전원일치 진출자 (릴리 M., 지존, 정승환, 에스더 김, 그레이스 신) - 양현석 진출권 사용 진출자 (케이티 김) |
| 14회 150222 | 패 자 부 활 전 | 7    | 안테나   | 그레이스 신   | 임정희 - 믿음                    | N/A  | Top10 진출 | - 심사위원 전원일치 진출자 (릴리 M., 지존, 정승환, 에스더 김, 그레이스 신) - 양현석 진출권 사용 진출자 (케이티 김) |
| 14회 150222 | 패 자 부 활 전 | 8    | JYP      | 에스더 김     | 아델 - one and only              | N/A  | Top10 진출 | - 심사위원 전원일치 진출자 (릴리 M., 지존, 정승환, 에스더 김, 그레이스 신) - 양현석 진출권 사용 진출자 (케이티 김) |
| 14회 150222 | 패 자 부 활 전 | 9    | JYP      | 이봉연        | 보이즈 투 멘 - End Of The Road   | N/A  | 탈락       | - 심사위원 전원일치 진출자 (릴리 M., 지존, 정승환, 에스더 김, 그레이스 신) - 양현석 진출권 사용 진출자 (케이티 김) |

- Top 10 명단

| 구분           | Top 10 명단 | Top 10 명단   | Top 10 명단 |
| 구분           | 안테나      | JYP           | YG          |
| -------------- | ----------- | ------------- | ----------- |
| 배틀오디션 1위 | 이진아      | 스파클링 걸스 | 서예안      |
| 배틀오디션 1위 | 박윤하      |               |             |
| 패자부활전     | 지존        | 릴리 M        | 정승환      |
| 패자부활전     | 그레이스 신 | 에스더 김     |             |
| YG 지명        |             |               | 케이티 김   |

### 본선 6라운드 스테이지 오디션(TOP 10 경연: Top 8 결정전)
- Top 10 합격자명단(나이순)
  - 그레이스 신 : 1988년생, 미국 출신
  - 이진아 : 1991년생, 서울 출신
  - 케이티 김 : 1993년생, 미국 출신
  - 지존 : 장미지 / 존 추, 서울 출신 / 미국 출신
  - 스파클링걸스 : 최진실(1994년생, 부산), 황윤주(1995년생, 인천), 최주원(1998년생, 서울), 에린 미란다(1999년생, 호주)
  - 정승환 : 1996년생
  - 서예안 : 1997년생, 경북 영주 출신
  - 에스더 김 : 1999년생, 미국 출신
  - 박윤하 : 1999년생
  - 릴리 M. : 2002년생, 호주 출신
- Top10 오디션( TOP 8 결정전)
  - 양현석, 박진영, 유희열 세 심사위원 뿐 아니라 100인의 시청자 심사위원들이 평가하는 오디션
  - 여기서 뽑힌 TOP8이 생방송 오디션에 돌입된다.
  - Top10을 조 추첨으로 5팀씩 A조와 B조로 나누어 경연을 하여 각 조의 상위 3팀은 Top8로 바로 진출하고
 각 조의 하위 2팀은 탈락후보대상으로 공연이 끝난 후에 시청자 심사위원의 비밀투표로 탈락후보대상 4팀중 Top8에 진출할 2팀을 뽑는다.

| 회수        | 조별 | 공연순서 | 이름/팀명     | 공연내용                                         | 순위     | 결과      | 특이사항 |
| ----------- | ---- | -------- | ------------- | ------------------------------------------------ | -------- | --------- | --- |
| 15회 150301 | B조  | B-1      | 정승환        | 김광석 - 그날들                                  | 3위      | Top8 진출 | - B조가 먼저 경연 - 하위 4팀은 탈락후보 대상으로 A조, B조공연이 끝난 후에 시청자 심사위원의 비밀투표로 Top8에 진출할 2팀을 뽑는다. - 투표결과 : 탈락후보팀 박윤하 -릴리 M.-서예안-지존대상으로 시청자심사위원 106명이 투표 35표를 받은 박윤하와 51표를 받은 릴리 M.이 TOP8에 합류했다 |
| 15회 150301 | B조  | B-2      | 그레이스 신   | 이효리 - 10 Minutes                              | 2위      | Top8 진출 | - B조가 먼저 경연 - 하위 4팀은 탈락후보 대상으로 A조, B조공연이 끝난 후에 시청자 심사위원의 비밀투표로 Top8에 진출할 2팀을 뽑는다. - 투표결과 : 탈락후보팀 박윤하 -릴리 M.-서예안-지존대상으로 시청자심사위원 106명이 투표 35표를 받은 박윤하와 51표를 받은 릴리 M.이 TOP8에 합류했다 |
| 15회 150301 | B조  | B-3      | 릴리 M.       | 2NE1 - 아파                                      | 탈락후보 | Top8 진출 | - B조가 먼저 경연 - 하위 4팀은 탈락후보 대상으로 A조, B조공연이 끝난 후에 시청자 심사위원의 비밀투표로 Top8에 진출할 2팀을 뽑는다. - 투표결과 : 탈락후보팀 박윤하 -릴리 M.-서예안-지존대상으로 시청자심사위원 106명이 투표 35표를 받은 박윤하와 51표를 받은 릴리 M.이 TOP8에 합류했다 |
| 15회 150301 | B조  | B-4      | 케이티 김     | god - 니가 있어야 할 곳                          | 1위      | Top8 진출 | - B조가 먼저 경연 - 하위 4팀은 탈락후보 대상으로 A조, B조공연이 끝난 후에 시청자 심사위원의 비밀투표로 Top8에 진출할 2팀을 뽑는다. - 투표결과 : 탈락후보팀 박윤하 -릴리 M.-서예안-지존대상으로 시청자심사위원 106명이 투표 35표를 받은 박윤하와 51표를 받은 릴리 M.이 TOP8에 합류했다 |
| 15회 150301 | B조  | B-5      | 박윤하        | 유재하 - 그대 내 품에                            | 탈락후보 | Top8 진출 | - B조가 먼저 경연 - 하위 4팀은 탈락후보 대상으로 A조, B조공연이 끝난 후에 시청자 심사위원의 비밀투표로 Top8에 진출할 2팀을 뽑는다. - 투표결과 : 탈락후보팀 박윤하 -릴리 M.-서예안-지존대상으로 시청자심사위원 106명이 투표 35표를 받은 박윤하와 51표를 받은 릴리 M.이 TOP8에 합류했다 |
| 16회 150308 | A조  | A-1      | 서예안        | 효린 - Closer                                    | 탈락후보 | 탈락      | - B조가 먼저 경연 - 하위 4팀은 탈락후보 대상으로 A조, B조공연이 끝난 후에 시청자 심사위원의 비밀투표로 Top8에 진출할 2팀을 뽑는다. - 투표결과 : 탈락후보팀 박윤하 -릴리 M.-서예안-지존대상으로 시청자심사위원 106명이 투표 35표를 받은 박윤하와 51표를 받은 릴리 M.이 TOP8에 합류했다 |
| 16회 150308 | A조  | A-2      | 에스더 김     | 2NE1 - Come Back Home                            | 1위      | Top8 진출 | - B조가 먼저 경연 - 하위 4팀은 탈락후보 대상으로 A조, B조공연이 끝난 후에 시청자 심사위원의 비밀투표로 Top8에 진출할 2팀을 뽑는다. - 투표결과 : 탈락후보팀 박윤하 -릴리 M.-서예안-지존대상으로 시청자심사위원 106명이 투표 35표를 받은 박윤하와 51표를 받은 릴리 M.이 TOP8에 합류했다 |
| 16회 150308 | A조  | A-3      | 지존          | 씨스타 - 나 혼자                                 | 탈락후보 | 탈락      | - B조가 먼저 경연 - 하위 4팀은 탈락후보 대상으로 A조, B조공연이 끝난 후에 시청자 심사위원의 비밀투표로 Top8에 진출할 2팀을 뽑는다. - 투표결과 : 탈락후보팀 박윤하 -릴리 M.-서예안-지존대상으로 시청자심사위원 106명이 투표 35표를 받은 박윤하와 51표를 받은 릴리 M.이 TOP8에 합류했다 |
| 16회 150308 | A조  | A-4      | 이진아        | 자작곡 - 겨울부자                                | 2위      | Top8 진출 | - B조가 먼저 경연 - 하위 4팀은 탈락후보 대상으로 A조, B조공연이 끝난 후에 시청자 심사위원의 비밀투표로 Top8에 진출할 2팀을 뽑는다. - 투표결과 : 탈락후보팀 박윤하 -릴리 M.-서예안-지존대상으로 시청자심사위원 106명이 투표 35표를 받은 박윤하와 51표를 받은 릴리 M.이 TOP8에 합류했다 |
| 16회 150308 | A조  | A-5      | 스파클링 걸스 | 휘트니 휴스턴 & 머라이어 캐리 - When you believe | 3위      | Top8 진출 | - B조가 먼저 경연 - 하위 4팀은 탈락후보 대상으로 A조, B조공연이 끝난 후에 시청자 심사위원의 비밀투표로 Top8에 진출할 2팀을 뽑는다. - 투표결과 : 탈락후보팀 박윤하 -릴리 M.-서예안-지존대상으로 시청자심사위원 106명이 투표 35표를 받은 박윤하와 51표를 받은 릴리 M.이 TOP8에 합류했다 |

### 본선 7라운드 생방송 오디션(TOP 8 경연: Top 6 결정전)
- Top 8 합격자명단(나이순)
  - 그레이스 신 : 1988년생, 미국 출신
  - 이진아 : 1991년생, 서울 출신
  - 케이티 김 : 1993년생, 미국 출신
  - 스파클링걸스 : 최진실(1994년생, 부산), 황윤주(1995년생, 인천), 최주원(1998년생, 서울), 에린 미란다(1999년생, 호주)
  - 정승환 : 1996년생
  - 에스더 김 : 1999년생, 미국 출신
  - 박윤하 : 1999년생
  - 릴리 M. : 2002년생, 호주 출신
- Top8 생방송 오디션(MC 전현무, 유라)
  - 본격적인 생방송에 돌입하는 ‘TOP 8 경연(TOP6 결정전)’부터 시청자 ‘실시간 문자투표(#0606)’ 상위 1팀을 결정한다.
  - Top8이 조 추첨하여 1:1 배틀라운드에서 승자 4팀은 생방송 Top6라운드에 진출 확정되고 패자는 탈락후보가 된다.
  - 탈락후보 4팀 중 문자투표 상위 1팀과 심사위원 선택 1팀이 생존하여 Top6라운드에 진출한다.

| 회수        | 조별 | 순서 | 이름/팀명     | 공연내용                         | 심사위원 선택 | 심사위원 선택 | 심사위원 선택 | 승패     | 결과      | 특이사항                                                                        |
| 회수        | 조별 | 순서 | 이름/팀명     | 공연내용                         | JYP           | YG            | 안테나 뮤직   | 승패     | 결과      | 특이사항                                                                        |
| ----------- | ---- | ---- | ------------- | -------------------------------- | ------------- | ------------- | ------------- | -------- | --------- | ------------------------------------------------------------------------------- |
| 17회 150315 | 1    | 1    | 에스더 김     | 샘 스미스 - Lay Me Down          | O             | X             | O             | 승       | TOP6 진출 | - 정승환은 시청자 문자투표 1위로 - 릴리 M.은 심사위원 결정으로 TOP6에 진출했다. |
| 17회 150315 | 1    | 2    | 릴리 M.       | 브루노 마스 - Grenade            | X             | O             | X             | 탈락후보 | TOP6 진출 | - 정승환은 시청자 문자투표 1위로 - 릴리 M.은 심사위원 결정으로 TOP6에 진출했다. |
| 17회 150315 | 2    | 3    | 정승환        | 이적 - 하늘을 달리다             | X             | X             | X             | 탈락후보 | TOP6 진출 | - 정승환은 시청자 문자투표 1위로 - 릴리 M.은 심사위원 결정으로 TOP6에 진출했다. |
| 17회 150315 | 2    | 4    | 박윤하        | 브라이언 맥나이트 - One Last Cry | O             | O             | O             | 승       | TOP6 진출 | - 정승환은 시청자 문자투표 1위로 - 릴리 M.은 심사위원 결정으로 TOP6에 진출했다. |
| 17회 150315 | 3    | 5    | 그레이스 신   | 태양 - 나만 바라봐               | X             | X             | X             | 탈락후보 | 탈락      | - 정승환은 시청자 문자투표 1위로 - 릴리 M.은 심사위원 결정으로 TOP6에 진출했다. |
| 17회 150315 | 3    | 6    | 케이티 김     | 나미 - 인디안 인형처럼           | O             | O             | O             | 승       | TOP6 진출 | - 정승환은 시청자 문자투표 1위로 - 릴리 M.은 심사위원 결정으로 TOP6에 진출했다. |
| 17회 150315 | 4    | 7    | 스파클링 걸스 | 브라운아이드걸스 - Candy Man     | O             | X             | X             | 탈락후보 | 탈락      | - 정승환은 시청자 문자투표 1위로 - 릴리 M.은 심사위원 결정으로 TOP6에 진출했다. |
| 17회 150315 | 4    | 8    | 이진아        | 자작곡 - 치어리더 쏭             | X             | O             | O             | 승       | TOP6 진출 | - 정승환은 시청자 문자투표 1위로 - 릴리 M.은 심사위원 결정으로 TOP6에 진출했다. |

### 본선 8라운드 생방송 오디션(TOP 6 경연: Top 4 결정전)
- TOP6 합격자 명단 (나이순)
  - 이진아 : 1991년 3월 16일생 : 서울예술대학교
  - 케이티 김 : 1993년 12월 10일생 : 버클리음악대학교
  - 정승환 : 1996년 8월 21일생
  - 에스더 김 : 1999년 2월 3일생
  - 박윤하 : 1999년 4월 17일생
  - 릴리 M. : 2002년 10월 17일생
- Top6 생방송 오디션(인천남동체육관 : MC 전현무, 유라)
  - 이번 경연도 3 시즌과 같이 ‘3사(社) 위크(week)’ 제도를 선보이며 ‘TOP4 결정전’을 한다.
  - ‘3사(社)위크(week)제’는 심사위원이 참가자들을 캐스팅했던 이전 시즌들과 달리, 결승전 직후 우승자가 무대 위에서 직접 심사위원을 선택하는 ‘역발상 오디션’ 룰이 적용된다.
    - ‘3사(社)위크(week)’제란 참가자들은 각각 1주씩 YG, JYP, 안테나뮤직 3사(社)에서 더 나은 다음 무대를 만들 수 있도록 지원받고 ‘3사(社)위크(week)’제를 통해 참가자들과 세 심사위원이 서로를 탐색할 기회를 만들 수 있도록 하는 제도이다.

  - YG-JYP-안테나뮤직의 기본 시스템을 토대로, 해당 주에 속한 심사위원은 조력자로서 추가 참여하게 된다.
    - 첫 주자로 양현석의 YG가 TOP6 지원 사격에 나서며 ‘3사(社)위크제(week)’의 문을 연다.
    - 우승자가 YG-JYP-안테나뮤직 중 한 곳을 선택하게 되는 만큼 3사(社)를 고루 경험하여 ‘3사(社)위크(week)’ 제도를 통해 우승자의 선택 폭을 넓힐 수 있도록 했다.

| 회수        | 순서 | 이름/팀명 | 공연내용                        | 심사위원 점수 | 심사위원 점수 | 심사위원 점수 | 총점 | 결과      | 특이사항                                                     |
| 회수        | 순서 | 이름/팀명 | 공연내용                        | JYP           | YG            | 안테나 뮤직   | 총점 | 결과      | 특이사항                                                     |
| ----------- | ---- | --------- | ------------------------------- | ------------- | ------------- | ------------- | ---- | --------- | ------------------------------------------------------------ |
| 18회 150322 | 1    | 이진아    | 유재하 - 내 마음에 비친 네 모습 | 85            | 90            | 95            | 270  | TOP4 진출 | - 심사위원 점수 60%와 시청자투표 40%를 합산한 룰이 적용됐다. |
| 18회 150322 | 2    | 박윤하    | 시인과 촌장 - 가시나무          | 88            | 87            | 94            | 269  | 탈락      | - 심사위원 점수 60%와 시청자투표 40%를 합산한 룰이 적용됐다. |
| 18회 150322 | 3    | 릴리 M.   | 키샤 콜 - Love                  | 95            | 98            | 91            | 284  | TOP4 진출 | - 심사위원 점수 60%와 시청자투표 40%를 합산한 룰이 적용됐다. |
| 18회 150322 | 4    | 케이티 김 | god - 촛불하나                  | 97            | 98            | 93            | 288  | TOP4 진출 | - 심사위원 점수 60%와 시청자투표 40%를 합산한 룰이 적용됐다. |
| 18회 150322 | 5    | 정승환    | 바비킴 - 사랑..그놈             | 88            | 90            | 93            | 271  | TOP4 진출 | - 심사위원 점수 60%와 시청자투표 40%를 합산한 룰이 적용됐다. |
| 18회 150322 | 6    | 에스더 김 | 원더걸스 - 2 Different Tears    | 88            | 90            | 88            | 266  | 탈락      | - 심사위원 점수 60%와 시청자투표 40%를 합산한 룰이 적용됐다. |

### 본선 9라운드 생방송 오디션(TOP 4 경연: TOP 3 결정전)
- TOP4 합격자 명단 (나이순)
  - 이진아 : 1991년 3월 16일생 : 서울예술대학교
  - 케이티 김 : 1993년 12월 10일생 : 버클리음악대학교
  - 정승환 : 1996년 8월 21일생
  - 릴리 M. : 2002년 10월 17일생
- Top4 생방송 오디션(인천남동체육관 : MC 전현무, 유라)
  - 이번 경연도 지난 라운드에 이어 ‘3사(社) 위크(week)’ 제도에 의거하여 ‘TOP3 결정전’을 진행한다.
  - 두번째 주: JYP 위크

| 회수        | 순서 | 이름/팀명 | 공연내용          | 심사위원 점수 | 심사위원 점수 | 심사위원 점수 | 총점 | 결과            | 특이사항                                                     |
| 회수        | 순서 | 이름/팀명 | 공연내용          | JYP           | YG            | 안테나 뮤직   | 총점 | 결과            | 특이사항                                                     |
| ----------- | ---- | --------- | ----------------- | ------------- | ------------- | ------------- | ---- | --------------- | ------------------------------------------------------------ |
| 19회 150329 | 1    | 릴리 M.   | 비 - I Do         | 91            | 88            | 92            | 271  | 탈락            | * 심사위원 점수 60%와 시청자투표 40%를 합산한 룰이 적용됐다. |
| 19회 150329 | 2    | 이진아    | 산울림 - 회상     | 100           | 90            | 95            | 285  | 세미파이널 진출 | * 심사위원 점수 60%와 시청자투표 40%를 합산한 룰이 적용됐다. |
| 19회 150329 | 3    | 케이티 김 | 타샤니 - 하루하루 | 94            | 97            | 94            | 285  | 세미파이널 진출 | * 심사위원 점수 60%와 시청자투표 40%를 합산한 룰이 적용됐다. |
| 19회 150329 | 4    | 정승환    | 들국화 - 제발     | 94            | 98            | 97            | 289  | 세미파이널 진출 | * 심사위원 점수 60%와 시청자투표 40%를 합산한 룰이 적용됐다. |

- Top4 스페셜 스테이지
  - 케이티 김 & 릴리 M : All About That Bass (메간 트레이너)
  - 이진아 & 정승환 : 벌써 일년 (브라운 아이즈)

### 본선 10라운드 생방송 오디션(준결승전: SEMIFINAL)
- TOP3 합격자 명단 (나이순)
  - 이진아 : 1991년 3월 16일생 : 서울예술대학교
  - 케이티 김 : 1993년 12월 10일생 : 버클리음악대학교
  - 정승환 : 1996년 8월 21일생
- Top3 생방송 오디션(인천남동체육관 : MC 전현무, 유라)
  - 이번 경연도 지난 라운드에 이어 ‘3사(社) 위크(week)’ 제도에 의거하여 ‘TOP2 결정전’을 진행한다.
  - 세번째 주: 안테나 뮤직 위크

| 회수        | 순서 | 이름/팀명 | 공연내용                  | 심사위원 점수 | 심사위원 점수 | 심사위원 점수 | 총점 | 결과        | 특이사항                                                     |
| 회수        | 순서 | 이름/팀명 | 공연내용                  | JYP           | YG            | 안테나 뮤직   | 총점 | 결과        | 특이사항                                                     |
| ----------- | ---- | --------- | ------------------------- | ------------- | ------------- | ------------- | ---- | ----------- | ------------------------------------------------------------ |
| 20회 150405 | 1    | 정승환    | 김범수 - 기억을 걷다      | 97            | 98            | 97            | 292  | 파이널 진출 | * 심사위원 점수 60%와 시청자투표 40%를 합산한 룰이 적용됐다. |
| 20회 150405 | 2    | 케이티 김 | 에이미 와인하우스 - Rehab | 91            | 95            | 96            | 282  | 파이널 진출 | * 심사위원 점수 60%와 시청자투표 40%를 합산한 룰이 적용됐다. |
| 20회 150405 | 3    | 이진아    | god - 길                  | 92            | 90            | 94            | 276  | 탈락        | * 심사위원 점수 60%와 시청자투표 40%를 합산한 룰이 적용됐다. |

- Top3 스페셜 스테이지
  - 케이티 김 with 이하이 : Mama Do (픽시 로트)
  - 이진아 with 권진아 : 마음대로 + 시간아 천천히 (이진아)
  - 정승환 with 수지 : 대낮에 한 이별 (박진영 Feat.선예)
  - 박지민 : Hopeless Love (솔로 데뷔)

### 본선 11라운드 생방송 오디션(결승전: FINAL)
- TOP2 진출자 명단 (나이순)
  - 케이티 김 : 1993년 12월 10일생 : 버클리음악대학교
  - 정승환 : 1996년 8월 21일생
- Top2 생방송 오디션(인천남동체육관 : MC 전현무, 유라)
  - 이번 경연은 제 1 라운드와 제 2 라운드로 나누어 미션곡은 제 1 라운드에, 자유곡은 제 2 라운드에
 '결승전’을 진행하여 심사위원 점수 60%와 시청자투표 40%를 합산하여 최종 우승자를 결정한다

| 회수         | 경연                 | 순서 | 이름/팀명 | 공연내용                    | 심사위원 점수 | 심사위원 점수 | 심사위원 점수 | 총점 | 결과   | 특이사항                                       |
| 회수         | 경연                 | 순서 | 이름/팀명 | 공연내용                    | JYP           | YG            | 안테나 뮤직   | 총점 | 결과   | 특이사항                                       |
| ------------ | -------------------- | ---- | --------- | --------------------------- | ------------- | ------------- | ------------- | ---- | ------ | ---------------------------------------------- |
| 21회 1500412 | 제 1 라운드 (미션곡) | 1    | 케이티 김 | 김조한 - 사랑에 빠지고 싶다 | 98            | 99            | 98            | 295  | -      | * 우승자 케이티 김은 소속사로 YG를 선택하였다. |
| 21회 1500412 | 제 1 라운드 (미션곡) | 2    | 정승환    | god - 니가 있어야 할 곳     | 99            | 95            | 98            | 292  | -      | * 우승자 케이티 김은 소속사로 YG를 선택하였다. |
| 21회 1500412 | 제 2 라운드 (자유곡) | 1    | 케이티 김 | 박진영 - 너 뿐이야          | 99            | 99            | 97            | 295  | 우 승  | * 우승자 케이티 김은 소속사로 YG를 선택하였다. |
| 21회 1500412 | 제 2 라운드 (자유곡) | 2    | 정승환    | 노을 - 만약에 말야          | 96            | 97            | 98            | 291  | 준우승 | * 우승자 케이티 김은 소속사로 YG를 선택하였다. |

- Top2 스페셜 스테이지
  - 악동뮤지션 이수현 & 버나드 박 : 슬픔속에 그댈 지워야만 해 (이현우)
  - 합동공연 : 촛불 하나 (god)
    - 박지민 & 악동뮤지션 이찬혁, 한희준 & 남영주, 알맹, 악동뮤지션 이수현 & 버나드 박

  - 컴백무대 : 박진영 : 어머님이 누구니(Feat.제시)
  - 예선현장 : 박윤하 : Hero (머라이어 캐리)
    - 서울 예선현장에서의 박윤하 무반주 노래에 유희열 피아노 반주

  - 합동공연 : One Dream (K팝스타 주제곡)
    - 박진영 & 이진아
    - 서예안, 지유민, 박혜수, 전소현, 지존, 릴리 M.
    - 박윤하, 그레이스 신, 강푸름, 홍찬미, 스파클링걸스

}}

## 방송 종영 후 출연진들의 캐스팅
| 소속사                | 캐스팅 명단     |
| --------------------- | --------------- |
| YG 엔터테인먼트       | 케이티김        |
| JYP 엔터테인먼트      | 릴리 M.         |
| 안테나                | 정승환, 이진아  |
| 젤리피쉬 엔터테인먼트 | 박윤하          |
| 자루M 엔터테인먼트    | 그레이스신      |
| JTM 엔터테인먼트      | 서예안          |
| 심 엔터테인먼트       | 박혜수          |
| 밀리언마켓            | 지유민 (쿨키드) |

## 고득점 무대
| 순위 | 이름      | 곡                 | 점수 |
| ---- | --------- | ------------------ | ---- |
| 1    | 케이티 김 | 너뿐이야           | 295  |
| 1    | 케이티 김 | 사랑에 빠지고 싶다 | 295  |
| 3    | 정승환    | 니가 있어야 할 곳  | 292  |
| 3    | 정승환    | 기억을 걷다        | 292  |
| 5    | 정승환    | 만약에 말야        | 291  |
| 6    | 정승환    | 제발               | 289  |
| 7    | 케이티 김 | 촛불 하나          | 288  |
| 8    | 이진아    | 회상               | 285  |
| 8    | 케이티 김 | 하루하루           | 285  |
| 10   | 릴리 M    | Love               | 284  |

## 경쟁 프로그램
- 일요일이 좋다
  - 런닝맨 (2부 프로그램)
- 해피선데이
  - 슈퍼맨이 돌아왔다 (경쟁 프로그램)
  - 1박 2일 (2부 프로그램)
- 일밤
  - 애니멀즈 (경쟁 프로그램)
  - 진짜 사나이 (2부 프로그램)